# Wojaszówka
Wojaszówka is een dorp in het Poolse woiwodschap Subkarpaten, in het district Krośnieński (Subkarpaten). De plaats maakt deel uit van de gemeente Wojaszówka en telt 700 inwoners.

## Verkeer en vervoer
- Station Wojaszówka